# イケノダイ Hi4
イケノダイHi4（イケノダイハイフォー）は、福島中央テレビで2006年4月29日から2009年3月28日まで毎月最終土曜日深夜に放送されていたローカルバラエティ番組である。キャッチコピーは、福島発!低予算ローカルバラエティー。

## 番組内容
当初は、「イケノダイハイスクール」という学校を舞台にした設定で、「授業」と称した賞品（スポンサーから宣伝のために提供されたもの）などを懸けたゲームコーナーや「福島弁講座」「リアルことわざ」などのシュールなコーナーを放送していた。2007年4月に、一部をリニューアルし、タイトルのデザインや出演者などが交代したが、「学校」の設定は維持された。
メインの「学校」の部分は、毎回FCT本社近くの荒池公園でロケが行われ（時折、FCT本社の情報カメラからロケの模様をとらえていた）、偶然公園に居合わせていたと思われる人々に撮影に協力してもらうこともあった。雨天時は、FCTスタジオの倉庫で収録された。
2008年4月に、全面リニューアル。「宇宙家族」と題して、宇宙人の一家が起こすドタバタ劇を放送するようになった。ただし、商品･イベントの宣伝やドタバタ劇の合間にシュールなコーナーを挟むという体制は変わっていない。
番組タイトルの「Hi4」とは、｢イケノダイハイスクールの4人｣という意味合いで付けられたが、その後出演者が4人以上に増え、2008年4月からは｢イケノダイハイスクール｣の設定も無くなったため、全く意味のないものになっている。

## 出演者

### 番組開始から2008年3月までの出演者
- 神道裕（先生役）
- 嶋川最終回（生徒役）
- マーゴン（生徒役、 - 2008年1月）
  - 番組内では、2007年7月24日放送分で「面白くないので降板」としてレギュラー降格、それ以降準レギュラーとして「占いコーナー」を担当していた。実際の降板の理由は、マーゴンが福島から茨城へ活動の拠点を移したため。
- 二瓶エミリ（生徒役、 - 2007年3月）
- なつみ（チェリブロ、生徒役、2007年4月 - ）
- 才当ホーシ（生徒役、2007年7月 - ）
- 横山由美子（ハイホー娘）
- 小沼寿恵（としえ名義で出演、ハイホー娘、2006年9月 - ）
- ママドゥ（福島のお笑い集団「てきめん」（2007年解散）に所属していた芸人、 - 2007年3月）
- AD鈴木（番組AD、占いコーナー）
  - 毎回、海パンに水泳帽･ゴーグルという姿で出演。2007年4月以降はAP鈴木として出演したが、エンディングでは｢AP（AD）｣と表示されていたので実際に昇格したのかは不明。リニューアル以降、番組スタッフから外れたため出演は無くなったが、最終回に素顔で登場し、アントニオ猪木のモノマネをした嶋川最終回に闘魂注入された。
- まこP（番組プロデューサー）
- フェニックス近藤（番組ディレクター、ゲームの罰ゲームでムチを振り回す）

そのほか、特別企画の際には菅佐原隆幸(アナウンサー部長名義として)や中山由佳も出演。ナレーションとして出演するFCTアナウンサーには、毎回偽名が使われていた（アイルトン須賀、ディック三浦など）。また、ゲストとして桜庭あつこが出演したこともある。

### 2008年4月からの出演者
- 才当ホーシ（パパ）
- 小沼寿恵（としえ名義で出演、ママ）
  - 2008年9月からは、福島放送の深夜妄想族にレギュラー出演するようになった。この番組は当番組の裏番組となることもあり、その際は「ママはお出かけ中」としてこちらには出演しなかった。番組内ではこのことをネタにして、プレゼントのキーワードを「KFB」としたり、出かけたママを探しに行くという設定でKFB社屋前でロケを行ったりしていた。
- 四三二一（番組末期は芸名を天竺一に改名、はじめちゃん）

宇宙家族の面々は番組で単行本発売の告知をした縁から、葉月京の漫画「モートリ 妄想の砦」に2カット登場していた。
- 嶋川最終回（おかん名義で出演）
- 関あつし
- 水野圭悟

## 番組コーナー

### 2008年3月までのコーナー
- 応援メッセージ

福島でイベントやライブを行うアーティストやタレントからの告知VTR。
- AD鈴木の占いコーナー

AD鈴木が体を張って次の月の福島の運勢を占うコーナー。走り幅跳びで飛んだ距離や犬に体のどこを舐められたか、熱いロウに手を突っ込み、どこまでロウに手を浸せたかなどといった方法で、吉か凶かを占う。2007年10月放送分からは、マーゴンの占いコーナーとなった。
- 看板コーナー

県内各地の変わった看板を紹介する。後期は、街中にある様々な看板の文字を用いて過去のヒット曲（松山千春「恋」や柏原芳恵「春なのに」など）の歌詞を表現するコーナーになった。
- リアルことわざ

｢河童の川流れ｣や｢豚に真珠｣といったことわざを、実際に映像で見せるコーナー。一部には、本当のお坊さんが出演した。
- 福島弁講座

外国人女性が、福島弁の正しい使い方を指導する。
- ハイプロ。（ハイホー娘プロジェクト）

当初は、｢ハイホー娘 スターへの道｣。横山由美子をスターとして売り出すべく、プロデューサー･まこPと共に、モデルや歌手などの修行をする。途中、ライバルとしてとしえが登場。横山ととしえの対決企画に移っていく。
2007年4月に、まこPが渡米（実際は通常業務が多忙になり、出演できなくなったものと思われる）。代わって、ADから昇格したAP鈴木が2人をプロデュースするも、AP鈴木のあまりにもいいかげんな態度に毎回2人は激怒する。その後まこPが復帰し、AP鈴木は追い出された。しかし、最後はまこPが2人に見切りを付けたという設定で終了。
なお、ハイホー娘の2人は実際に｢半熟マコピーチ｣（作詞･作曲：AP鈴木）というCDをインディーズで発売した。その他、5枚限定の無料配布CDを出している。
- 嶋川最終回持ち込み企画

嶋川最終回が担当したショートコントコーナー。FCT本社内や郡山市内各所で撮影された。｢ネタの意味がわからない｣という意見もあったらしく、番組HPで解説が行われることもあった。
- ママドゥ滞在記

番組1年目に放送された、「未知のジャングルからやってきたヤホ族の戦士」という設定のママドゥが様々なこと（ラーメンを食べる、バッティングをするなど）にチャレンジするコーナー。番組HPの記述によると不評だったという。
- きょうの下里工芸

田村市にある下里工芸にある様々なオブジェを紹介するコーナー。
- ザ・秘湯

福島県内にある秘湯を紹介するコーナー。番組HPの記述によると、2006年11月放送のこのコーナーで深夜25時の放送にもかかわらず番組史上最高の視聴率6%を記録した。

### 2008年4月以降のコーナー
- 地タレ発掘プロジェクト

2008年秋から放送。番組がマンネリ化しているとして、福島県民の中から募集した新しいタレントを起用することを発案。オーディションを行い、新タレントを選考する。オーディションの模様は、ゴジてれ土曜版でも放送された。2009年3月28日の最終回で新タレントが決定し、その後「ゴジてれ Chu !」のご当地グルメ企画で短期間だけ活動した。なお、オーディションには過去に福島でローカル番組出演経験もあるやす丸・みどりも参加していたが落選となった。
- その他に決まったコーナーは無いが、宇宙家族が受信する「地球の電波」として、CMやテレビ番組のパロディを放送している（「地球の電波」の形をとらないものもある）。

## 温泉どうでしょう
2008年3月31日放送の30分間の特別編。嶋川と神道が、｢ギャグが寒いから温泉に入って温まろう｣ということで、東北各地の温泉を回る。しかし、それは仮の企画で、本当は次年度からの新シリーズに継続して出演できる人数を入湯した温泉の数で決めるというものであった。本来の企画内容を明かされた2人は数を稼ぐべく温泉を回るが、時間が間に合わず、結局継続人数は2人になってしまった。
その後の新シリーズには、3人（としえ･才当･嶋川）が継続出演していることから、｢2人｣というのは、みちのくボンガーズの中から継続出演できる人数のことを指していたのだと思われる。